# Saku Ylätupa
Saku Ylätupa (Espoo, 4 de agosto de 1999) es un futbolista finlandés que juega como centrocampista y su equipo es el Kalmar FF de la Superettan.

## Clubes
| Club                     | País         | Año       |
| ------------------------ | ------------ | --------- |
| Klubi-04                 | Finlandia    | 2015-2016 |
| HJK Helsinki             | Finlandia    | 2016-2017 |
| RoPS (cedido)            | Finlandia    | 2017      |
| Jong Ajax                | Países Bajos | 2017-2019 |
| AIK Solna                | Suecia       | 2019-2022 |
| IFK Mariehamn (cedido)   | Finlandia    | 2020      |
| GIF Sundsvall            | Suecia       | 2022-2023 |
| Kalmar FF                | Suecia       | 2023-     |
| F. C. Helsingør (cedido) | Dinamarca    | 2024      |